# Beauzelle
Beauzelle település Franciaországban, Haute-Garonne megyében. Lakosainak száma 8184 fő (2022. január 1.). Beauzelle Blagnac, Aussonne, Fenouillet, Seilh és Toulouse községekkel határos.

## Népesség
A település népességének változása:
| Lakosok száma | 623  | 3573 | 5405 | 4973 | 5824 | 6202 | 6387 | 6973 | 7127 | 8184 |
|               | 1968 | 1982 | 1990 | 2006 | 2013 | 2015 | 2017 | 2019 | 2020 | 2022 |